# رمشا شفا
رمشا شفا (زاده ۱۹۹۲ در قندهار)، خواننده و ترانه‌سرا اهل افغانستان است، ترانه‌ های او به زبان‌های پشتو و فارسی دری  است.

## زندگی‌نامه
رمشا در قندهار افغانستان متولد شد و تنها فرزند خانواده بود. در دو سالگی، پدر و مادرش را طالبان به اتهام همکاری با سازمان ملل و راه‌اندازی مدارس زیرزمینی کشتند. از آن پس سرپرستی رمشا را یکی از بستگان دور بر عهده گرفت. در دوازده سالگی، او را شوهر دادند. شوهرش در کار کشت کوکنار و قاچاق تریاک بود و علاوه بر دو زن قبلی‌اش و رمشا، به فکر ازدواج با دختران دیگری نیز بود. رمشا در سیزده سالگی، مادر شد. یکی از خویشان و همکلاسی‌های پدرش، که از اروپا به قندهار سفر کرده بود، از ماجرای زندگی‌اش آگاه شد و مقدمات فرار او و دخترش را از قندهار به کابل فراهم کرد. رمشا در کابل به زندگی مخفی و تغییر مدام محل زندگی روی آورد تا شوهرش او را پیدا نکند. رمشا که تا پیش از این سواد رسمی نداشت، به لیسهٔ الفتح در منطقهٔ مکروریان کابل رفت و برندهٔ بورسیهٔ تحصیلی یک‌سالهٔ دولت آمریکا برای محصلان افغان در آمریکا شد. رمشا دخترش سحر را نزد همان خویشاوندی سپرد که برای فرار به کابل کمکش کرده بود و خود رهسپار آمریکا شد و در ویرجینیا به تحصیل پرداخت. در آمریکا، بدون ارائهٔ درخواست پناهندگی، دنبال راهی بود تا دخترش را نیز نزد خود آورد. چون راهی نیافت، به عنوان مترجم شفاهی برای ارتش آمریکا به افغانستان بازگشت و در سخت‌ترین جبهه‌های جنگ (از جمله در هلمند) حضور یافت. در آنجا با افسری از تفنگداران آمریکایی آشنا شد و بعداً با او ازدواج کرد. پس از پایان مأموریت شوهر آمریکایی‌اش در افغانستان، همراه او عازم اوکیناوای جاپان شد و بالاخره توانست دخترش سحر را نزد خود آورد. شوهر آمریکایی رمشا سه فرزند از ازدواج قبلی‌اش داشت که فاصلهٔ سنی چندانی با او نداشتند. پس از مدتی رمشا به دلیل آنچه «تنفر شوهرش از افغان‌ها و مسلمان‌ها و خاورمیانه‌ای‌ها» پس از مرگ برادرشوهرش در افغانستان می‌خواند از او جدا شد. او هم‌اکنون (۱۳۹۸) ساکن لس‌آنجلس است.
رمشا مدارک لیسانس و ماستری را به ترتیب در ویرجینیا و اوکیناوا اخذ کرد و هم‌اکنون (۱۳۹۸) مشغول تحصیل در مقطع دکترای روان‌شناسی اجتماعی در دانشگاه آمریکایی کالیفرنیا است.

## فعالیت‌‌هنری
رمشا از سال ۲۰۱۵ وارد صنعت موسیقی افغانستان شد. اولین آهنگ او آرزو نام داشت که در کانادا ضبط شد.
در جریان جدایی از شوهر آمریکایی‌اش، عکس‌های نیمه‌برهنهٔ او در اینترنت منتشر شد که در جامعهٔ سنتی افغانستان برای او دردسرهای زیادی ایجاد کرد. رمشا به دلیل آنچه بی‌اخلاقی کنسرت‌گذاران مرد و سایر مسائل فرهنگی می‌خواند از جامعه و صنعت موسیقی افغانستان فاصله گرفته و به جامعهٔ موسیقی ایرانیان لس‌آنجلس نزدیک شده است و هم‌اکنون با آونگ میوزیک همکاری دارد. او در آهنگ‌هایش فارسی را به لهجه ایرانی می‌خواند.
رمشا در ویژه‌برنامه‌های نوروزی ۱۳۹۷ و ۱۳۹۸ بی‌بی‌سی فارسی اجرا داشت.
رمشا از سپتامبر ۲۰۱۹ شروع به منتشر کردن مجله‌ای به نام زن امروز در آمریکا کرد. بر اولین شمارهٔ مجله تصویر خودش نقش بست.

## ترانه‌شناسی

### سحر ۲۰۱۹
| نام‌ ترانه      | زبان     |
| -------------- | -------- |
| ۱ آرزو         | فارسی‌دری |
| ۲ از پیشم میری | فارسی‌دری |
| ۳ نَشئه         | پشتو     |
| ۴ مست منگی     | پشتو     |
| ۵ بیا          | پشتو     |

### عاشقونه‌ها ۲۰۱۹
| نام ترانه    | زبان         |
| ------------ | ------------ |
| ۱ محبت       | فارسی و پشتو |
| ۲ عاشقونه‌ها  | فارسی        |
| ۳ کاش دلت    | فارسی        |
| ۴ مال همیم   | فارسی        |
| ۵ رویا بافی  | فارسی        |
| ۶ دورت بگردم | فارسی و پشتو |

### تک آهنگ‌ها
| نام | زبان                         |  |
| --- | ---------------------------- |  |
| بیا | فارسی و پشتو (به همراه اندی) |  |